# Pucciniosira hyphoperidiata
Pucciniosira hyphoperidiata är en svampart som beskrevs av Viégas 1945. Pucciniosira hyphoperidiata ingår i släktet Pucciniosira och familjen Pucciniosiraceae.   Inga underarter finns listade i Catalogue of Life.